# Nassella trachyphylla
Nassella trachyphylla är en gräsart som beskrevs av Johannes Jan Theodoor Henrard. Nassella trachyphylla ingår i släktet nassellor, och familjen gräs. Inga underarter finns listade i Catalogue of Life.